# Christopher Schorch
Christopher Schorch (Halle, 1989. január 30.) német labdarúgó hátvéd, jelenleg az 1. FC Saarbrücken játékosa.

## Pályafutása
A Hertha BSC volt a nevelőcsapata, a 2006–07-es szezonban mutatkozott be a Bundesligában. 2007 júliusában 600 000€-ért igazolt a Real Madrid Castillába. Két év Spanyolországban töltött év után visszatért Németországba az 1. FC Köln csapatába.